# Marika Rodu
Marika Rodu (Nausori, 29 maart 1982) is een voormalige Fijisch voetballer die bij voorkeur als verdediger speelt.

## Carrière
Op 1 juli 2003 in de thuiswedstrijd tegen Tuvalu maakte Rodu zijn debuut voor Fiji voetbaleftal. Rodu begon in de basis en hij werd op 69e minuut gewisseld. Fiji won de wedstrijd met 4-0. hij heeft twee wedstrijden gespeeld en één doelpunt gescoord voor zijn nationale ploeg. Rodu beëindigde zijn voetbalcarrière in 2010.
Op 6 maart 2023 vertrok Rodu bij Rewa FC en hij werd bondscoach van Fiji.